# Premiul Cervantes

Medalia Premiul Cervantes

Premiul Cervantes, în spaniolă Premio Miguel de Cervantes sau Premio Cervantes, este cel mai important premiu literar al țărilor vorbitoare de limbă spaniolă. El este acolo la fel de faimos precum Premiul Nobel pentru Literatură la nivel internațional. Premiul este numit după Miguel de Cervantes, autorul operei literare Don Quijote. Câștigătorul va fi anunțat spre sfârșitul anului; premiul fiind acordat în anul următor, pe 23 aprilie, ziua morții lui Cervantes, în  orașul său natal, Alcalá de Henares.
Distincția nu se referă la o singură operă, ci la întreaga opera a autorului onorat.
Candidații vor fi nominalizați de Asociația Academiilor Limbii Spaniole (Asociación de Academias de la Lengua Española); premiul fiind acordat de Ministerul Culturii spaniole. Premiul a fost anunțat pentru prima dată în 1976, în timpul tranziției spaniole (trecerii de la dictatură la democrație în Spania). Tradițional - din 1996 fără excepție - este numit alternativ un spaniol și un hispanic ca laureat.
Premiul Cervantes a fost inițial în valoare de 90.000 de euro; din 2008 valoarea premiului a crescut la 125.000 de euro.

## Laureați
- 1976: Jorge Guillén (Spania)
- 1977: Alejo Carpentier (Cuba)
- 1978: Dámaso Alonso (Spania)
- 1979: Jorge Luis Borges (Argentina) și Gerardo Diego (Spania)
- 1980: Juan Carlos Onetti (Uruguay)
- 1981: Octavio Paz (Mexic)
- 1982: Luis Rosales (Spania)
- 1983: Rafael Alberti (Spania)
- 1984: Ernesto Sabato (Argentina)
- 1985: Gonzalo Torrente Ballester (Spania)
- 1986: Antonio Buero Vallejo (Spania)
- 1987: Carlos Fuentes (Mexic)
- 1988: María Zambrano (Spania)
- 1989: Augusto Roa Bastos (Paraguay)
- 1990: Adolfo Bioy Casares (Argentina)
- 1991: Francisco Ayala (Spania)
- 1992: Dulce María Loynaz (Cuba)
- 1993: Miguel Delibes (Spania)
- 1994: Mario Vargas Llosa (Peru)
- 1995: Camilo José Cela (Spania)
- 1996: José García Nieto (Spania)
- 1997: Guillermo Cabrera Infante (Cuba)
- 1998: José Hierro (Spania)
- 1999: Jorge Edwards (Chile)
- 2000: Francisco Umbral (Spania)
- 2001: Álvaro Mutis (Columbia)
- 2002: José Jiménez Lozano (Spania)
- 2003: Gonzalo Rojas (Chile)
- 2004: Rafael Sánchez Ferlosio (Spania)
- 2005: Sergio Pitol (Mexic)
- 2006: Antonio Gamoneda (Spania)
- 2007: Juan Gelman (Argentina)
- 2008: Juan Marsé (Spania)
- 2009: José Emilio Pacheco (Mexic)
- 2010: Ana María Matute (Spania)
- 2011: Nicanor Parra (Chile)
- 2012: José Manuel Caballero Bonald (Spania)
- 2013: Elena Poniatowska (Mexic)
- 2014: Juan Goytisolo (Spania)
- 2015: Fernando del Paso (Mexic)
- 2016: Eduardo Mendoza (Spania)
- 2017: Sergio Ramírez (Nicaragua)
- 2018: Ida Vitale (Uruguay)
- 2019: Joan Margarit (Spania)
- 2020: Francisco Brines (Spania)
- 2021: Cristina Peri Rossi (Uruguay)
- 2022: Rafael Cadenas (Venezuela)